# Премія Акутаґави
Премія Акутаґави (яп. 芥川龍之介賞, Akutagawa Ryūnosuke Shō)  — японська літературна нагорода, що вручається двічі на рік. Завдяки своєму престижу та значній увазі, яку переможець отримує від засобів масової інформації, вона, поряд із премією Наокі, є однією з найпопулярніших літературних премій Японії.

## Історія
Премія Акутаґави була заснована в 1935 році Каном Кікучі, тодішнім редактором журналу Bungeishunjū, в пам'ять про письменника Рюноске Акутаґаву. Наразі її спонсорує Товариство сприяння японській літературі. Нагородження відбувається в січні та липні за найкращий літературний твір, опублікований у газеті чи журналі новим або перспективним автором. Переможець отримує кишеньковий годинник і грошову винагороду в 1 мільйон єн. До складу журі зазвичай входять сучасні письменники, літературні критики та колишні лауреати премії. Іноді, коли не вдається досягти консенсусу між суддями, нагороду не присуджують. З 1945 по 1948 роки премії не присуджували через післявоєнну нестабільність. Також премію часто можуть ділити між двома авторами.

## Переможці
| Номер | Рік  | Півріччя | Переможці                  | Твір                                                       |
| ----- | ---- | -------- | -------------------------- | ---------------------------------------------------------- |
| 1     | 1935 | 1 (上)   | Тацудзо Ішікава            | Sōbō (蒼氓)                                                |
| 2     | 1935 | 2 (下)   | нагородження не відбулося  | нагородження не відбулося                                  |
| 3     | 1936 | 1 (上)   | Такео Ода Томоя Цурута     | Jōgai (城外) Koshamain-Ki (コシャマイン記)                 |
| 4     | 1936 | 2 (下)   | Джюн Ішікава Уіо Томісава  | Fugen (普賢) Chichūkai (地中海)                            |
| 5     | 1937 | 1 (上)   | Кадзуо Одзакі              | Nonki Megane (暢氣眼鏡 他)                                 |
| 6     | 1937 | 2 (下)   | Ашіхей Хіно                | Fun'nyōtan (糞尿譚)                                        |
| 7     | 1938 | 1 (上)   | Ґішю Накаяма               | Atsumonozaki (厚物咲)                                      |
| 8     | 1938 | 2 (下)   | Цунеко Накадзато           | Noriaibasha, ta (乗合馬車 他)                              |
| 25    | 1951 | 1 (上)   | Кобо Абе                   | Kabe—S. Karuma shi no Hanzai (壁—S・カルマ氏の犯罪)        |
| 27    | 1952 | 1 (上)   | нагородження не відбулося  | нагородження не відбулося                                  |
| 28    | 1952 | 2 (下)   | Косуке Ґомі Мацумото Сейто | Sōshin (喪神) Aru "Kokura Nikki" Den (或る「小倉日記」伝)  |
| 38    | 1957 | 2 (下)   | Такеші Кайко               | Hadaka no Ōsama (裸の王様)                                 |
| 39    | 1958 | 1 (上)   | Ое Кендзабуро              | Shiiku (飼育)                                              |
| 43    | 1960 | 1 (上)   | Кіта Моріо                 | Yoru to Kiri no Sumi de (夜と霧の隅で)                     |
| 75    | 1976 | 1 (上)   | Муракамі Рю                | Kagirinaku Tōmei ni Chikai Burū (限りなく透明に近いブルー) |
| 76    | 1976 | 2 (下)   | нагородження не відбулося  | нагородження не відбулося                                  |
| 107   | 1992 | 1 (上)   | Томомі Фуджівара           | Untenshi (運転士)                                          |
| 108   | 1992 | 2 (下)   | Тавада Йоко                | Inu mukoiri (犬婿入り)                                     |
| 115   | 1996 | 1 (上)   | Хіромі Кавакамі            | Hebi o Fumu (蛇を踏む)                                     |
| 116   | 1996 | 2 (下)   | Хітонарі Цуджі Мірі Ю      | Kaikyō no Hikari (海峡の光) Kazoku Shinema (家族シネマ)    |
| 137   | 2007 | 1 (上)   | Тецуші Сува                | Asatte no Hito (アサッテの人)                              |
| 138   | 2007 | 2 (下)   | Кавакамі Мієко             | Chichi to Ran (乳と卵)                                     |
| 155   | 2016 | 1 (上)   | Мурата Саяка               | Konbini Ningen (コンビニ人間)                              |
| 156   | 2016 | 2 (下)   | Суміто Ямашіта             | Shinsekai (しんせかい)                                     |